# 持家派
持家派（もちいえは）は、人生設計上、自身の資産として住宅を取得するべきだ、とする人々。必ずしも住宅は自身の資産でなくても構わないとする賃貸派(ちんたい-は)と対比する文脈で用いられることが多い。
持家と賃貸の優劣は、単純に判断することは困難であるため、決着が付かず、感情論に終始することもしばしばである。

## 日本
日本国内においては戦後政府が持ち家の取得を推奨したこともあり、一貫して持家率が賃貸率を上回っており、特に60歳以上の高齢世帯の持ち家率は約80％と非常に高い割合となっている。

### 地域差
地価が高く人口流動率が高い都市部では賃貸率が高い傾向にあり(学生数の多さも賃貸率を高めている)、逆に地方では持家率が高くなっている。持ち家率は東京都がもっとも低く（約5割）、秋田県がもっとも高い（約8割）。

### 持家派の主張
- 家賃には大家の利益等を始めとする持ち家には無いコストが含まれており、同一物件の場合は住居費が高くなる[3]。
- 持ち家は住宅ローン償還後は自身の資産となるが、家賃は全て掛け捨てであり手元に何も残らない。
- 住宅ローン償還後の持ち家は住居コストを大幅に抑えることができ、老後破綻の回避にもつながる。
- 住宅ローン金利は政策的に低く抑えられており、ローン控除制度や団信もあることから非常に有用である。
- 賃貸住宅は単身者や新婚夫婦向けの物件が中心であり、家族(子供あり)で居住できる物件は少ない。
- 老齢になって住宅を借りることは困難である[4]。
- 一般的に住まいとしての性能(耐震性や防火性、断熱性、防音性、水回り設備)は持ち家が優れており、防災面で優位であるとともにQOLが向上する。

### 賃貸派の主張
- 治安の悪化などに対して引越しが容易である。
- 住宅ローンを背負うことが無く、精神的に楽。